# Mezinárodní uznání Podněstří
Podněstří je stát ve východní Evropě. De jure je součástí Moldavska, i když během rozpadu SSSR vyhlásil nezávislost a je de facto nezávislým státem. Vyhlášení nezávislosti 25. srpna 1991 vyvolalo ve světě negativní ohlas a až do roku 2006 neuznal Podněstří žádný stát světa. V roce 2006 bylo vytvořeno společenství neuznaných států, jehož členové se při vstupu oficiálně navzájem uznali. Žádný stát uznávaný mezinárodním společenstvím Podněstří neuznává.

## Státy, které uznaly Podněstří

### Členské státy OSN
Žádný ze členských států OSN zatím Podněstří neuznal.

### Nečlenské státy OSN
| Pořadí | Stát         | Datum uznání nezávislosti | Datum navázání diplomatických styků | Členství v mezinárodních organizacích |
| ------ | ------------ | ------------------------- | ----------------------------------- | ------------------------------------- |
| 1      | Jižní Osetie | 17. listopadu 2006        | ‒                                   | člen SNS2                             |
| 2      | Abcházie     | 17. listopadu 2006        | ‒                                   | člen SNS2                             |